# Nonantola
Nonantola (emilián nyelven Nonàntla vagy Nunântla) település Olaszországban, Emilia-Romagna régióban, Modena megyében. Lakosainak száma 16 106 fő (2023. január 1.). Nonantola Castelfranco Emilia, Crevalcore, Modena, Bomporto, Ravarino és Sant’Agata Bolognese községekkel határos.

## Népesség
A település lakossága az elmúlt években az alábbi módon változott:
| Lakosok száma | 15 882 | 15 957 | 16 106 |
|               | 2017   | 2018   | 2023   |